# Romainvillia stehlini
Romainvillia stehlini — викопний вид птахів ряду Гусеподібні (Anseriformes). Вид існував у кінці еоцену та в олігоцені у Європі. Скам'янілі рештки знайдені у Франції та Бельгії.